# Johan Fredrik Julin

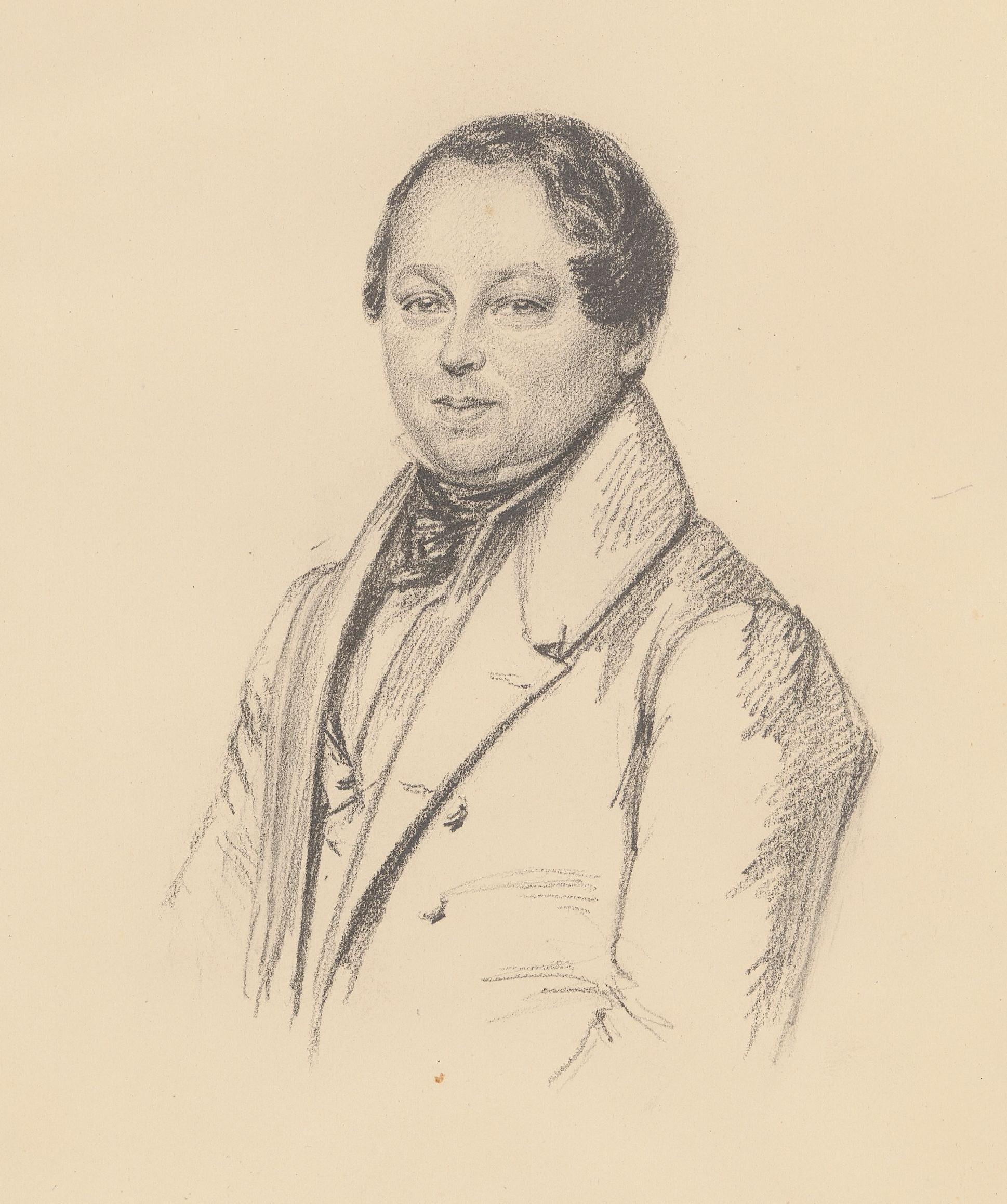
Johan Fredrik Julin. Teckning av Maria Röhl (1836).

Johan Fredrik Julin, född 24 april 1798 i Askersund, död 6 april 1843 i Stockholm, var en svensk målare.

## Biografi
Julin, son till en kyrkoherde, tog studentexamen i Uppsala på 1820-talet. Fadern hade önskat en utbildning till präst, men intresset för landskapsmålning gjorde att sonen ägnade sig åt konsten och började måla i akvarell, tusch eller sepia. Efter uppmuntran från Konstakademien anmälde han sig och blev invald 1829. Tio år senare blev han ledamot där. 
Julins  landskapsmåleri var i Carl Johan Fahlcrantz’ anda. Han arbetade  ofta i färg och i större skala och hans verk fick avnämare. Bland hans kända arbeten finns två illustrationer över Järngraven i Slussenområdet i Stockholm. Den ena visar ett motiv inifrån Järngraven med järnbärare och järnupplag, den andra är en utsikt från Slussen med Järngraven mot Saltsjön.
Hans konstnärliga utveckling hämmades, troligen beroende på oregelbundet levnadssätt, vilket förde honom i en tidig död. Den 6 april 1843 dränkte han sig i Stockholm, bara 45 år gammal. Flera av hans akvareller var fernissade, vilket bidrog till att de flesta har blivit förstörda. Prov på hans arbeten finns i privata samlingar samt på Nationalmuseum och hos Stockholms stadsmuseum.

## Verk

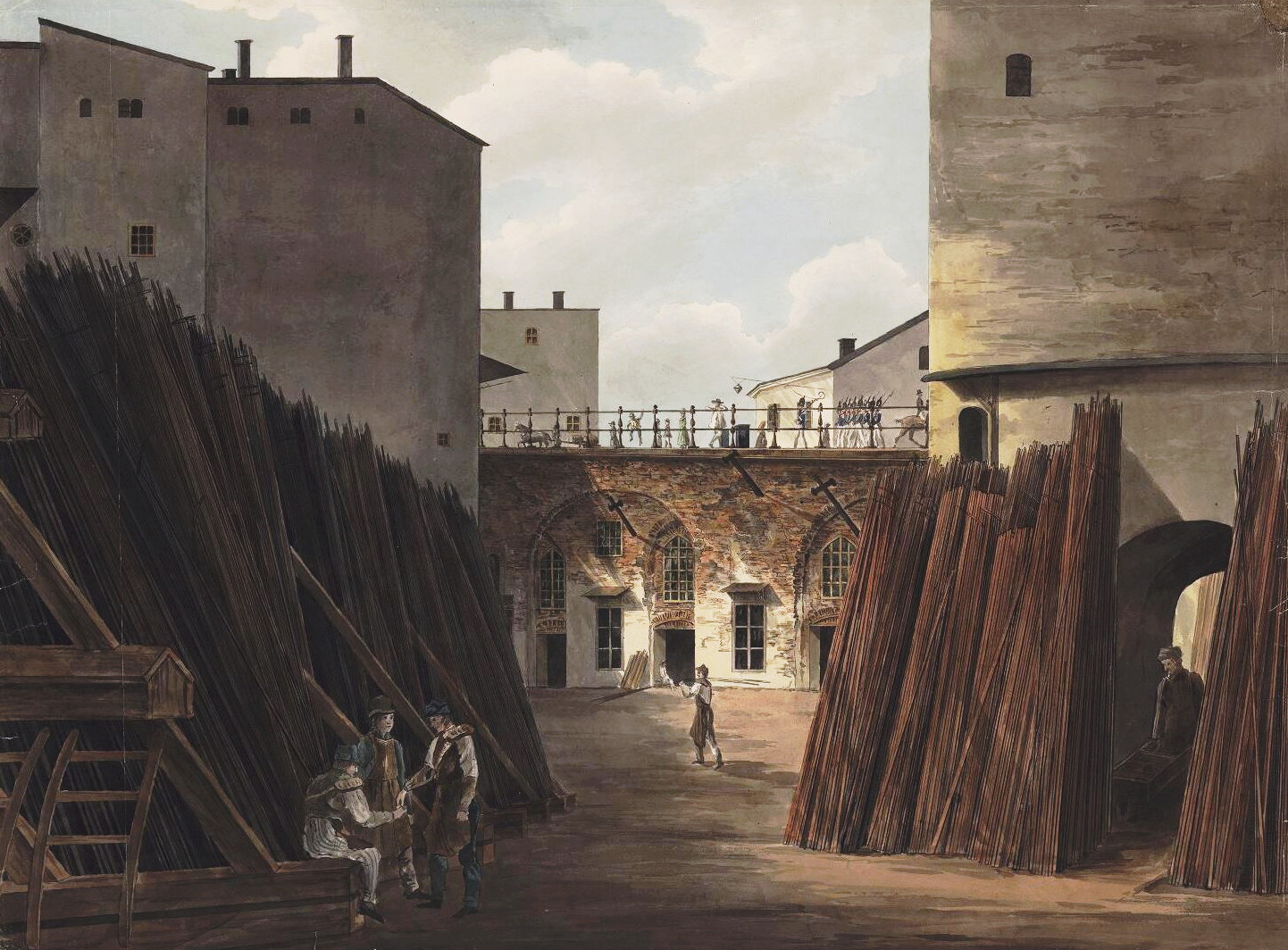
Den gamla järnvågen vid Slussen.
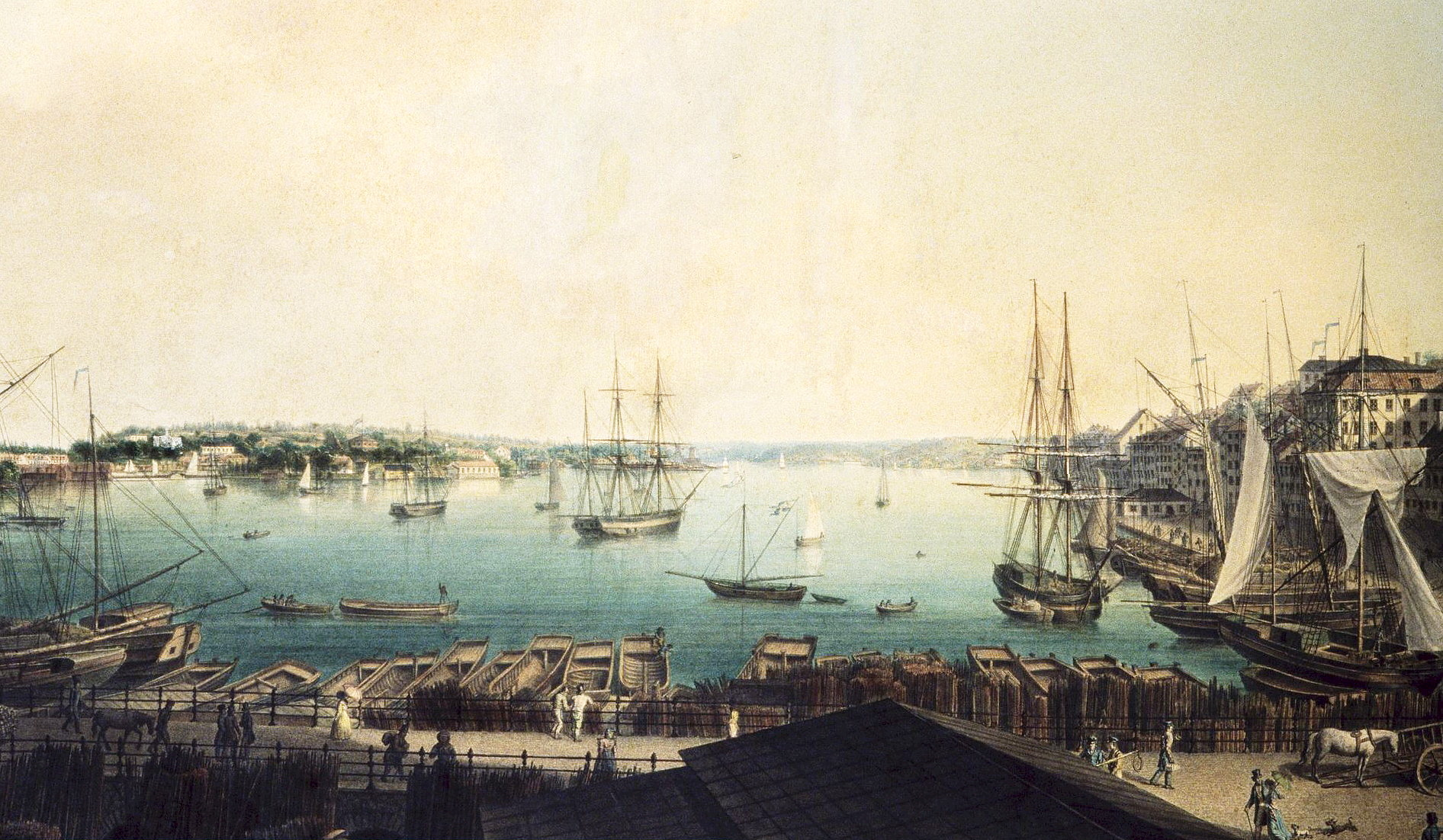
Utsikt från Slussen mot Saltsjön.
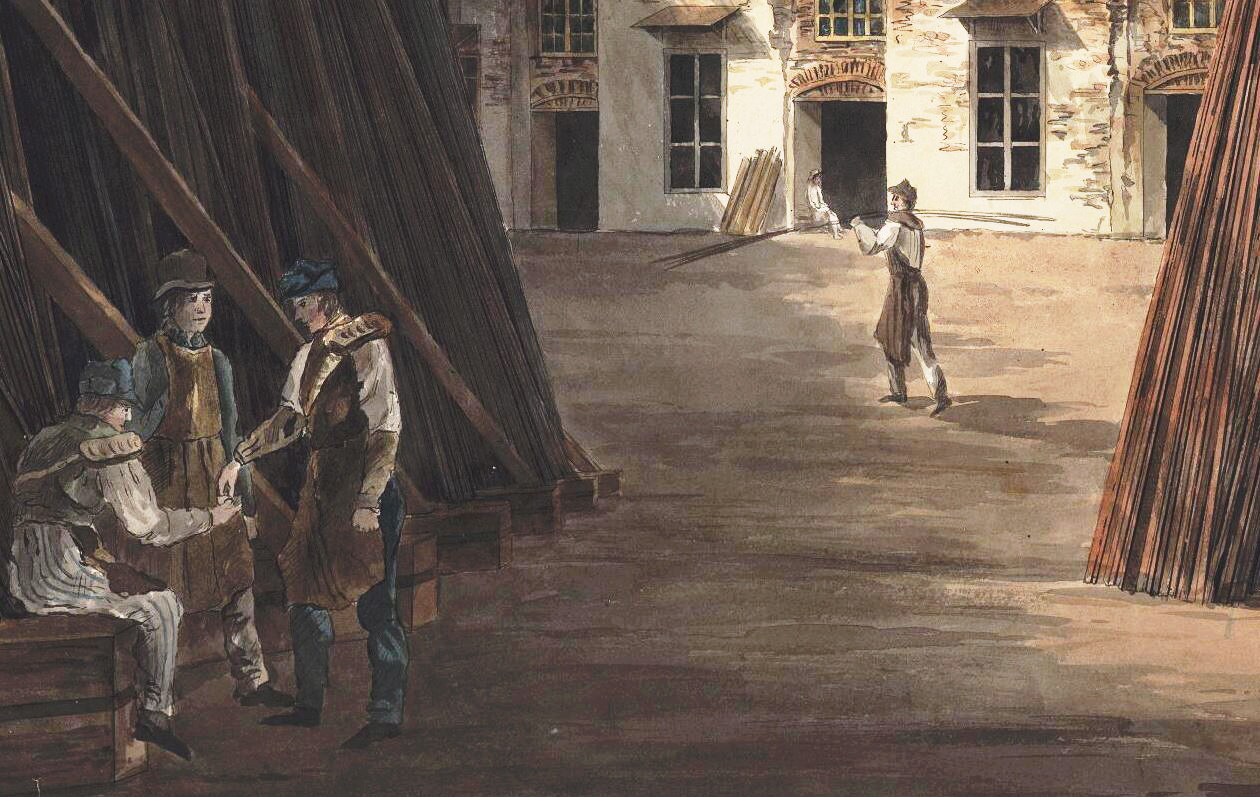
Järnbärare.
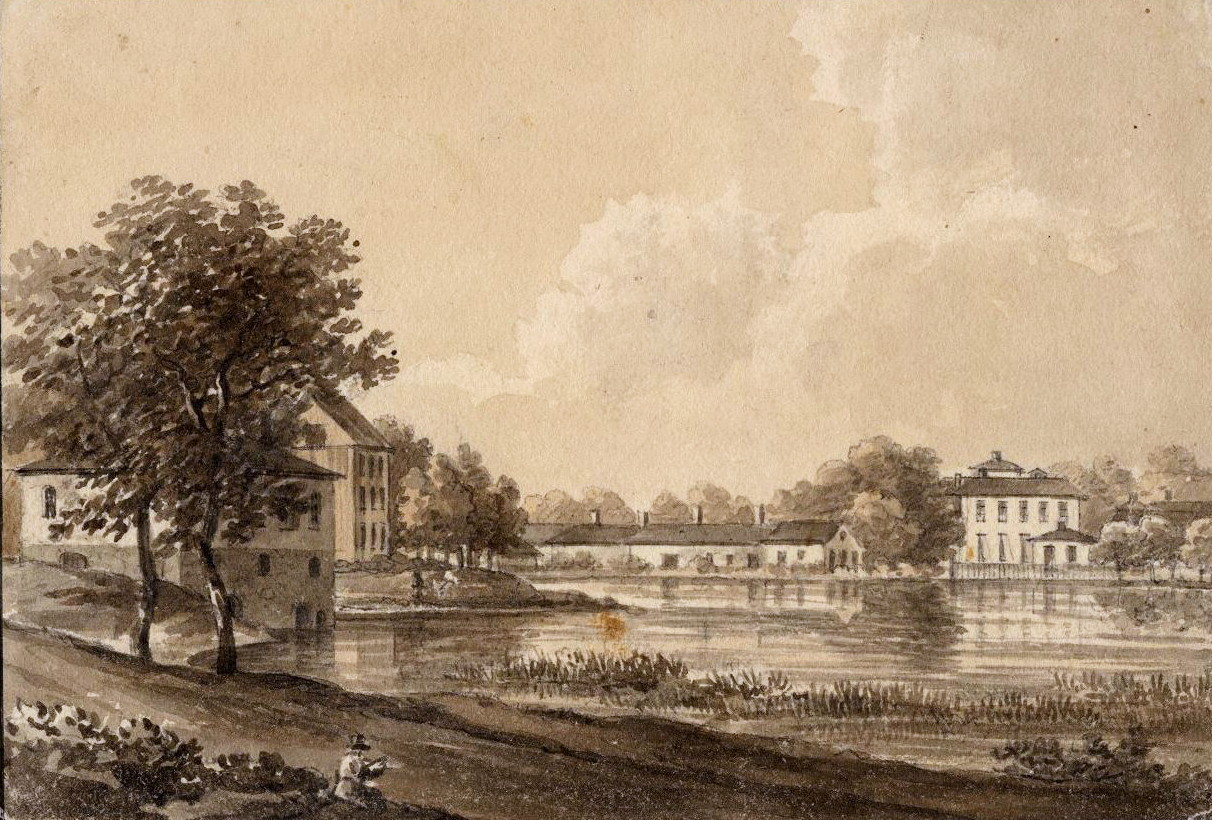
Lövsta bruk.